# Синджик
Синджик (тур. Sincik) — город и район в провинции Адыяман (Турция).

## География
На западе район граничит с районом Челикхан, на юго-западе — с центральным районом ила Адыяман, на юго-востоке — с районом Кяхта, на востоке — с районом Гергер, на северо-востоке — с илом Малатья.

## История
Отдельный район с центром в Синджике был выделен из района Кяхта в связи с трудностью достижения города Кяхта из местных деревень, особенно в зимнее время, когда дороги часто оказываются закрытыми. Район Синджик является одним из беднейших районов Турции.

## Население
По данным переписи 2000 года население районного центра составляло 5.274 человека, в деревнях района проживало 16.554 человек, таким образом население района составляло 21.828 человек.